# Puerto Inglés
Puerto Inglés ist eine Ortschaft in Uruguay.

## Geographie
Sie befindet sich in auf dem Gebiet des Departamento Colonia in dessen südwestlichem Teil im Sektor 7. Der Ort grenzt mit seiner westlichen bis südwestlichen Seite unmittelbar an die Küste des Río de la Plata. Die nächsten Ansiedlungen in der Umgebung sind Conchillas im Nordosten und Cerros de San Juan in ostsüdöstlicher Richtung.

## Infrastruktur
Im Ort befindet sich die Schule Escuela No. 135.

## Einwohner
Der Ort hatte bei der Volkszählung im Jahr 2004 58 Einwohner.
| Jahr | Einwohner |
| ---- | --------- |
| 1963 | —         |
| 1975 | 171       |
| 1985 | 75        |
| 1996 | 80        |
| 2004 | 58        |

Quelle: Instituto Nacional de Estadística de Uruguay